# Episodi di Star Trek: Voyager (settima stagione)
La settima e ultima stagione della serie televisiva Star Trek: Voyager è stata trasmessa negli Stati Uniti da UPN dal 4 ottobre 2000 al 23 maggio 2001.
Questa stagione ha vinto un ASCAP Award nella categoria Top TV Series, ed è stata candidata al Saturn Award nella categoria Best Network Television Series. Jeri Ryan ha vinto il Saturn Award nella categoria Best Genre TV Supporting Actress, mentre Kate Mulgrew è stata candidata nella categoria  Best Actress in Television. L'episodio Fine del gioco ha vinto due Emmy, nelle categorie Outstanding Music Composition for a Series (Dramatic Underscore) e Outstanding Special Visual Effects for a Series; altri episodi candidati sono stati Nelle pieghe del tempo, La profezia, Il vuoto e Forza lavoro (parte prima).
| nº | Titolo originale        | Titolo italiano                 | Prima TV USA     | Prima TV Italia   |
| -- | ----------------------- | ------------------------------- | ---------------- | ----------------- |
| 1  | Unimatrix Zero: Part 2  | Unimatrice Zero (seconda parte) | 4 ottobre 2000   | 28 giugno 2004    |
| 2  | Imperfection            | Imperfezione                    | 11 ottobre 2000  | 5 luglio 2004     |
| 3  | Drive                   | La gara                         | 18 ottobre 2000  | 12 luglio 2004    |
| 4  | Repression              | Repressione                     | 25 ottobre 2000  | 19 luglio 2004    |
| 5  | Critical Care           | Una difficile cura              | 1º novembre 2000 | 26 luglio 2004    |
| 6  | Inside Man              | Il messaggero                   | 8 novembre 2000  | 2 agosto 2004     |
| 7  | Body and Soul           | Anima e corpo                   | 15 novembre 2000 | 9 agosto 2004     |
| 8  | Nightingale             | La Nightingale                  | 22 novembre 2000 | 16 agosto 2004    |
| 9  | Flesh and Blood: Part 1 | In carne e ossa (prima parte)   | 29 novembre 2000 | 23 agosto 2004    |
| 10 | Flesh and Blood: Part 2 | In carne e ossa (seconda parte) | 29 novembre 2000 | 30 agosto 2004    |
| 11 | Shattered               | Nelle pieghe del tempo          | 17 gennaio 2001  | 6 settembre 2004  |
| 12 | Lineage                 | Discendenza                     | 24 gennaio 2001  | 13 settembre 2004 |
| 13 | Repentance              | Rimorso                         | 31 gennaio 2001  | 20 settembre 2004 |
| 14 | Prophecy                | La profezia                     | 7 febbraio 2001  | 27 settembre 2004 |
| 15 | The Void                | Il vuoto                        | 14 febbraio 2001 | 4 ottobre 2004    |
| 16 | Workforce: Part 1       | Forza lavoro (prima parte)      | 21 febbraio 2001 | 11 ottobre 2004   |
| 17 | Workforce: Part 2       | Forza lavoro (seconda parte)    | 28 febbraio 2001 | 18 ottobre 2004   |
| 18 | Human Error             | Errore umano                    | 7 marzo 2001     | 25 ottobre 2004   |
| 19 | Q2                      | Q2                              | 11 aprile 2001   | 1º novembre 2004  |
| 20 | Author, Author          | L'autore, l'autore!             | 18 aprile 2001   | 8 novembre 2004   |
| 21 | Friendship One          | Friendship Uno                  | 25 aprile 2001   | 15 novembre 2004  |
| 22 | Natural Law             | Legge di natura                 | 2 maggio 2001    | 22 novembre 2004  |
| 23 | Homestead               | La colonia                      | 9 maggio 2001    | 29 novembre 2004  |
| 24 | Renaissance Man         | L'uomo del Rinascimento         | 16 maggio 2001   | 6 dicembre 2004   |
| 25 | Endgame: Part 1         | Fine del gioco (prima parte)    | 23 maggio 2001   | 13 dicembre 2004  |
| 26 | Endgame: Part 2         | Fine del gioco (seconda parte)  | 23 maggio 2001   | 20 dicembre 2004  |

## Unimatrice Zero(seconda parte)
- Titolo originale: Unimatrix Zero: Part 2
- Diretto da: Mike Vejar
- Scritto da: Mike Sussman, Brannon Braga e Joe Menosky (soggetto); Brannon Braga e Joe Menosky (sceneggiatura)

### Trama
Il capitano Janeway, Tuvok e B'Elanna Torres sono stati assimilati, ma grazie a un intervento eseguito dal Dottore prima della missione riescono a mantenere l'individualità e a inoculare il virus all'interno dei Borg, facendo in modo che ogni drone dell'Unimatrice Zero si stacchi dal collettività. La Regina Borg inizia a distruggere ogni vascello in cui vi sia qualche drone infetto, ma alcuni di questi riescono a prendere il controllo delle navi sulle quali si trovano. Per contrattaccare, la Regina crea un altro virus che dovrebbe distruggere ogni ex-drone connesso all'Unimatrice Zero. Intanto Tuvok fa sempre più fatica a rimanere staccato dalla collettività e a mantenere l'individualità; chiede a Janeway di ucciderlo, ma lei non accetta e Tuvok, diventato Tre di Dodici, tradisce lei e Torres. La Voyager, giunta nei pressi del cubo Borg su cui si trovano Janeway e gli altri, viene attaccata e costretta a ritirarsi. Successivamente riesce ad attaccare con successo il vascello su cui si trovano i tre e, con l'aiuto di una sfera borg guidata da droni separati dalla collettività, riescono a teletrasportare la squadra di ricognizione prima che la Regina autodistrugga il cubo su cui si trovano tutti.
- Altri interpreti: Mark Deakins (Axum), Jerome Butler (Korok), Joanna Heimbold (Laura), Susanna Thompson (Regina Borg)

## Imperfezione
- Titolo originale: Imperfection
- Diretto da: David Livingston
- Scritto da: André Bormanis (soggetto); Carleton Eastlake e Robert Doherty (sceneggiatura)

### Trama
Dopo che Mezoti, Azan e Rebi, tre dei quattro bambini ex-Borg, decidono di lasciare la nave, gli impianti cibernetici di Sette di Nove cominciano a malfunzionare. Inizialmente il Dottore crede che Sette sia sopraffatta dalle emozioni e che se ne vergogni, ma poi si rende conto della presenza di un problema: il nodo corticale è in avaria e l'alcova di rigenerazione è diventata incompatibile con l'ex drone. Ben presto il Dottore capisce che si rende necessario un trapianto: per fare questo, Janeway parte a bordo del Delta Flyer con Tuvok e Tom Paris per una zona in cui sono presenti relitti borg e recuperare il pezzo di ricambio. Il nuovo nodo però viene rigettato dall'organismo di Sette perché serve il dispositivo di un drone vivo. Intanto Icheb vorrebbe trasmettere la sua domanda alla Flotta Stellare col prossimo flusso di dati e iniziare l'addestramento con Tuvok per avvantaggiarsi. Sarà proprio Icheb a trovare la soluzione per salvare Sette: essendo uscito dalla camera di maturazione in anticipo, è meno dipendente dagli impianti borg rispetto a un drone adulto; per questo motivo ha stimato di avere un'alta percentuale di sopravvivenza senza il proprio nodo corticale, che intende donare a Sette. Dato che il ragazzo non riesce a convincere Sette, manomette la sua alcova in modo da scollegare il proprio nodo: dopo aver parlato con lui, Sette accetterà il suo dispositivo ed entrambi avranno salva la vita.
- Altri interpreti: Manu Intiraymi (Icheb), Marley S. McClean (Mezoti), Michael McFall (alieno selvaggio), Debbie Grattan (Wysanti), Kurt Wetherill (Azan), Cody Wetherill (Rebi)

## La gara
- Titolo originale: Drive
- Diretto da: Winrich Kolbe
- Scritto da: Michael Taylor

### Trama
La Voyager viene a sapere di una corsa spaziale organizzata tra i rappresentanti di alcuni pianeti che per lungo tempo erano stati in guerra, e Janeway permette al Delta Flyer di partecipare. Tom Paris è entusiasta della gara e si dimentica di una vacanza programmata con Torres. La ragazza, inizialmente furiosa, decide di fare da copilota al fidanzato, anche perché sente la sua relazione in crisi e vuole fare qualcosa insieme a Tom. Durante l'ultima parte della gara c'è un incidente e la gara viene fermata; il copilota di un'aliena di nome Irina rimane ferito e Harry Kim ne prende il posto. Tuvok scopre che l'incidente è stato causato da un sabotaggio, e successivamente Harry scopre che è stata proprio Irina a manomettere prima la sua navetta e poi il Delta Flyer, che rischia di esplodere. Tom capisce che B'Elanna ha dei dubbi su di loro e si ferma abbandonando la gara mentre sono in testa chiedendole di sposarlo, mentre stanno per saltare in aria. Espulso il nucleo di curvatura e scampati alla morte, B'Elanna capisce che Tom diceva sul serio e accetta la sua proposta.
- Altri interpreti: Cyia Batten (Irina), Brian George (O'Zaal), Patrick Kilpatrick (Assan)

## Repressione
- Titolo originale: Repression
- Diretto da: Winrich Kolbe
- Scritto da: Kenneth Biller (soggetto); Mark Haskell Smith (sceneggiatura)

### Trama
Dopo che alcuni membri della Voyager vengono trovati privi di sensi, Tuvok inizia a indagare, scoprendo che sono stati attaccati solamente gli ex Maquis. Benché le vittime si riprendano velocemente, Tuvok scopre che nelle vittime sono stati lasciati dei suggerimenti ipnotici. Inoltre, durante l'aggressione a Chakotay, si scopre che è proprio Tuvok il responsabile delle aggressioni, delle quali non conserva alcun ricordo cosciente, anche se alcuni frammenti si riaffacciano prepotentemente alla sua memoria: continua ad avere visioni di un Bajoriano che gli ordina di aggredire i suoi colleghi. Autodenunciatosi, Janeway lo fa rinchiudere, e viene scoperto un messaggio nascosto nell'ultima lettera a Tuvok. Chakotay riconosce il Bajoriano della trasmissione in Teero, un fanatico che lavorava per i servizi segreti maquis e che ha instillato un comando telepatico in tutti gli ex-Maquis in modo che facciano rinascere il movimento di ribellione. Chakotay e gli altri prendono il comando della Voyager; Tuvok resiste all'imposizione telepatica e riesce a riprendere il controllo della nave e far tornare gli altri in sé.
- Altri interpreti: Keith Szarabajka (Teero Anaydis), Derek McGrath (Chell), Jad Mager (Tabor), Carol Krnic (Jor), Mark Rafael Truitt (Yosa), Ronald Robinson (Sek), Scott Alan Smith (Doyle)

## Una difficile cura
- Titolo originale: Critical Care
- Diretto da: Terry Windell
- Scritto da: Kenneth Biller e Robert Doherty (soggetto); James Kahn (sceneggiatura)

### Trama
Il programma del Dottore viene rubato dalla Voyager e usato in un ospedale, dove i livelli di cura sono drammaticamente diversi a seconda dell'"importanza sociale" (decisa da un computer) dell'ammalato. Assegnato ai pazienti di livello più alto dell'ospedale, il Dottore cerca di fare del suo meglio per aiutare anche quelli nella parte bassa. Intanto sulla Voyager si accorgono del furto e partono per recuperare il loro medico. Il Dottore, nel frattempo, ha trovato il modo di aggirare il sistema e di far curare alcune persone che rischiano di morire rapendo e infettando il capo dello smistamento delle forniture dei medicinali. Una volta tornato sulla Voyager ha dei rimorsi sulla sua condotta, poiché ha volutamente causato un danno a un essere vivente, ma Sette di Nove, eseguita una diagnostica del suo programma, lo rassicura che tutto funziona a dovere.
- Altri interpreti: John Kassir (Gar), Gregory Itzin (Dysek), Paul Scherrer (Voje), Dublin James (Tebbis), Larry Drake (Chellick)

## Il messaggero
- Titolo originale: Inside Man
- Diretto da: Allan Kroeker
- Scritto da: Robert Doherty

### Trama
In un messaggio della Flotta Stellare, l'equipaggio della Voyager trova anche un ologramma di Reginald Barclay, che propone un piano rischioso per far tornare la nave nel quadrante Alfa. Sebbene gli altri accettino i rischi del piano e si mettano al lavoro, il Dottore non è convinto, perché la personalità dell'ologramma si discosta da quella del vero Barclay, che lui aveva incontrato curando Lewis Zimmerman. Intanto sulla Terra il vero Barclay cerca di capire perché l'idea di spedire un suo ologramma non abbia funzionato e la sua solita frenesia costringe i suoi superiori a metterlo in licenza obbligata. Durante questa, raggiunge la sua amica Deanna Troi per chiederle consiglio. Si scoprirà che è stato circuito da una ragazza Dabo ingaggiata da dei Ferengi con lo scopo di intercettare l'ologramma di Barclay e manometterlo, il tutto finalizzato a rapire Sette di Nove e impossessarsi delle sue nanosonde borg per i loro commerci. Fortunatamente sarà proprio Barclay, dalla Terra, a fermare i Ferengi che stanno usando il sistema Midas per aprire un corridoio subspaziale e rapire la ex-drone, mentre sulla Voyager si accorgono dell'impostura, salvando Sette dal rapimento.
- Guest star: Dwight Schultz (Reginald Barclay), Marina Sirtis (Deanna Troi)
- Altri interpreti: Richard Herd (ammiraglio Paris), Richard McGonagle (comandante Harkins), Sharisse Baker-Bernard (Leosa), Frank Corsentino (Gegis), Christopher Neiman (Yeggie), Michael William Rivkin (Nunk)

## Anima e corpo
- Titolo originale: Body and Soul
- Diretto da: Robert Duncan McNeill
- Scritto da: Michael Taylor (soggetto); Eric Morris, Phyllis Strong e Mike Sussman (sceneggiatura)

### Trama
Harry Kim, Sette di Nove e il Dottore sono catturati da una specie che ha bandito gli ologrammi, e per questo il Dottore è costretto a nascondersi negli impianti borg di Sette di Nove, prendendo possesso del suo corpo. Questo dà modo al Dottore di provare molte sensazioni nuove per lui (tra cui il piacere del cibo), portandolo ad abusare del corpo di Sette di Nove. Inizialmente Sette è furiosa, ma accetta di "farsi usare" dal Dottore per salvargli la vita e per trovare un modo per fuggire. Sulla Voyager, intanto, Tuvok è entrato nella fase del pon far e Paris, come sostituto del medico, gli consiglia una simulazione olografica di T'Pel, la sposa di Tuvok, per superare la crisi.
- Altri interpreti: Fritz Sperberg (Ranek), Marva Hicks (T'Pel), Megan Gallagher (Jaryn)

## La Nightingale
- Titolo originale: Nightingale
- Diretto da: LeVar Burton
- Scritto da: Robert Lederman e Dave Long (soggetto); André Bormanis (sceneggiatura)

### Trama
Dopo aver salvato alcuni Kraylor da un attacco dei loro nemici, gli Annari, Harry Kim accetta la loro offerta di comandare temporaneamente la loro nave per portare dei medicinali sul loro pianeta, poiché il loro capitano è morto nell'attacco. Sette di Nove lo seguirà per aiutarlo, mentre la Voyager atterra sulla superficie di un pianeta disabitato per eseguire delle riparazioni di routine. Kim scoprirà a sue spese che la missione che sta comandando non è di tipo umanitario: verrà esautorato dal comando a causa di un ammutinamento e, ansioso di mettersi alla prova come capitano, imparerà sulla sua pelle che comandare una nave stellare non è faccenda da poco. Intanto Icheb fraintende l'interesse di B'Elanna nei suoi confronti e crede che lei abbia un interesse romantico nei suoi confronti, nonostante sia sposata.
- Altri interpreti: Ron Glass (Loken), Manu Intiraymi (Icheb), Beverly Leech (Dayla), Paul F. O'Brien (Geral), Scott Miles (Terek)

## In carne e ossa
- Titolo originale: Flesh and Blood: Part 1 & 2
- Diretto da: Mike Vejar (prima parte); David Livingston (seconda parte)
- Scritto da: Jack Monaco, Bryan Fuller e Raf Green (soggetto prima parte), Bryan Fuller (sceneggiatura prima parte); Bryan Fuller e Raf Green (soggetto seconda parte), Raf Green e Kenneth Biller (sceneggiatura seconda parte)

### Trama
La Voyager riceve una chiamata di soccorso da un avamposto hirogeno; arrivati sul posto, l'equipaggio scopre che alcuni ologrammi rappresentanti specie del quadrante Alfa, che erano cacciati dagli Hirogeni dopo che la Voyager aveva condiviso con loro la sua tecnologia olografica, si sono ribellati e hanno rubato una nave, uccidendo la maggior parte degli Hirogeni, tranne uno che viene salvato dalla Voyager. Janeway, insieme agli Hirogeni, parte all'inseguimento della nave comandata dagli ologrammi. Durante lo scontro il Dottore viene rapito dai suoi simili affinché li aiuti a "guarire" gli ologrammi danneggiati; lì apprende le barbarie a cui le simulazioni olografiche erano state sottoposte in nome della caccia e solidarizza con loro. Dopo essere stato recuperato dalla Voyager, passa dalla parte nemica, passando a essi delle informazioni con cui disabilitare i sistemi della nave federale. Gli ologrammi rapiscono anche il tenente Torres per costringerla a costruire degli emettitori mobili che li rendano completamente indipendenti dai sistemi della nave hirogena. Ben presto il Dottore si accorge di aver preso un abbaglio: le intenzioni di Iden, il capo degli ologrammi, per quanto onorevoli celano una personalità megalomane che lo porta a uccidere senza esitare gli organici per fondare una società dei "figli della luce" dediti allo sterminio dei cacciatori. B'Elanna e il Dottore riusciranno, grazie all'ologramma di una Cardassiana, a riprendere in mano la situazione. L'Hirogeno salvato dalla Voyager partirà con la nave degli ologrammi, garantendo che darà loro un'esistenza dignitosa, mentre a Janeway rimane il problema di come punire il Dottore per la sua insubordinazione, anche se le rimane il dubbio che il suo comportamento sia legato all'evoluzione del suo programma verso una maggior umanità, e quindi a una fallibilità delle sue azioni.
- Altri interpreti: Jeff Yagher (Iden), Ryan Bollman (Donik), Michael Wiseman (hirogeno beta), Cindy Katz (Kejal), Spencer Garrett (Weiss), Vaughn Armstrong (hirogeno alfa), Paul Eckstein (nuovo hirogeno alpha)
- Questo episodio, di durata doppia rispetto agli altri, è andato originariamente in onda intero, e successivamente è stato anche trasmesso in due parti.

## Nelle pieghe del tempo
- Titolo originale: Shattered
- Diretto da: Terry Windell
- Scritto da: Michael Sussman e Michael Taylor (soggetto); Michael Taylor (sceneggiatura)

### Trama
Un'anomalia temporale colpisce la Voyager, frantumando la nave in una serie di zone poste in differenti periodi di tempo; l'unico a poter salvare la nave è Chakotay, che può muoversi liberamente per la nave grazie a un siero creato dal Dottore per curarlo da un incidente. Raggiunta la plancia, incontra una Janeway che non ha ancora lasciato il quadrante Alfa e, sebbene inizialmente riluttante, la convince a seguirlo nella varie parti temporali della nave dopo averla vaccinata. Il Dottore infatti ha sviluppato un vaccino da iniettare nel gel bioneurale della nave e per questo devono spostarsi nei vari punti della nave: facendo ciò potrebbero annullare gli effetti dell'anomalia. Percorrendo i vari periodi, Janeway arriva in una zona appartenente al tempo "giusto" della Voyager appena in tempo per vedere Tuvok morire a causa dell'incidente e vorrebbe sincronizzare tutta la nave prima della partenza per il quadrante Delta, ma Chakotay le fa cambiare idea. L'ultima sacca di gel bioneurale si trova in sala macchine, che appartiene al tempo in cui Seska e i Kazon si erano impadroniti della Voyager. Neutralizzato anche l'ultimo ostacolo, la Voyager ritorna in un tempo appena precedente alla scarica dell'anomalia, in modo da permettere a Chakotay di scongiurare il pericolo.
- Altri interpreti: Martin Rayner (Chaotica), Manu Intiraymi (Icheb), Scarlett Pomers (Naomi Wildman), Nicholas Worth (Lonzak), Martha Hackett (Seska)
- Candidato all'Emmy 2001 nella categoria Outstanding Costumes For A Series (costume designer Robert Blackman e costume supervisor Carol Kunz).

## Discendenza
- Titolo originale: Lineage
- Diretto da: Peter Lauritson
- Scritto da: James Kahn

### Trama
Il tenente Torres scopre di essere incinta e un'estrapolazione genetica eseguita dal Dottore fa scoprire ai futuri genitori che è in arrivo una femminuccia con tratti klingon, seppur lo sia solo per un quarto. B'Elanna ne rimane inizialmente delusa e poi preoccupata: inizia infatti a ricordare un episodio della sua infanzia in cui, a causa del suo retaggio alieno, si era sentita esclusa dal ramo paterno della famiglia. Inoltre incolpa il suo essere Klingon, e il carattere che ne deriva, dell'abbandono del padre, che non ha più rivisto. Per questo vuole che il Dottore alteri il DNA del feto, togliendo la parte klingon, contro il parere del marito Tom, il padre della bambina, e contro il parere del Dottore, che non vede motivo per cui il DNA della bambina debba essere cambiato, visto che è sanissima così com'è. B'Elanna chiede aiuto al capitano affinché ordini al Dottore di cambiare il genoma del nascituro, ma il capitano rifiuta. Tutto sembra sistemarsi quando è il Dottore a proporre la modifica genetica, perché ha scoperto che il feto, così com'è, rischia di morire a causa della sua natura mista; ma Icheb scopre per caso che è stata Torres a riprogrammarlo. Paris, saputo del sabotaggio, ferma l'intervento: dopo uno scontro acceso, la moglie gli confida le sue paure e il marito le fa capire quanto siano infondate: B'Elanna accetterà finalmente la bimba per quello che è e si scuserà con il Dottore per averlo manipolato.
- Altri interpreti: Manu Intiraymi (Icheb), Juan García (John Torres), Jessica Gaona (giovane B'Elanna), Javier Grajeda (Carl), Paul Robert Langdon (Dean), Nicole Sarah Fellows (Elizabeth), Gilbert R. Leal (Michael)

## Rimorso
- Titolo originale: Repentance
- Diretto da: Mike Vejar
- Scritto da: Michael Sussman e Robert Doherty (soggetto); Robert Doherty (sceneggiatura)

### Trama
La Voyager soccorre una nave nygeana che trasporta dei prigionieri benkarani condannati alla pena di morte. Poiché l'altra nave è andata distrutta, il capitano Janeway si offre di completare il trasporto, nonostante non condivida il loro sistema giudiziario; durante la detenzione, una guardia nygeana picchia gratuitamente Iko, un prigioniero condannato a morte, facendolo finire in infermeria. Lì, nel curarlo, il Dottore e Sette di Nove scoprono che la sua aggressività è causata da un'anomalia neurologica, che curano, e tentano di far commutare la sua condanna. Al contempo Iko, preso dai rimorsi, desidera la condanna a morte perché afferma di meritarsela per tutto il male che ha fatto. Janeway inoltra una richiesta di clemenza alla famiglia della vittima uccisa dall'alieno, richiesta che viene rifiutata; Sette di Nove si identifica col prigioniero perché quand'era una Borg si era macchiata di molti crimini, così come l'alieno aveva ucciso delle persone perché costretto dalla sua biologia. La Voyager viene attaccata da una nave benkarana con lo scopo di favorire un'evasione; durante l'attacco Iko aiuta uno dei suoi carcerieri, il più crudele, a sedare la rivolta e la guardia fa in modo che Iko inoltri richiesta di clemenza alla famiglia, richiesta che verrà respinta. Iko accetterà serenamente la sua sorte, cosa che sconvolgerà Sette, che si era affezionata a lui.
- Altri interpreti: Jeff Kober (Iko), Tim de Zarn (Yediq), F.J. Rio (Joleg)

## La profezia
- Titolo originale: Prophecy
- Diretto da: Terry Windell
- Scritto da: Larry Nemecek, J. Kelley Burke, Raf Green e Kenneth Biller (soggetto); Mike Sussman e Phyllis Strong (sceneggiatura)

### Trama
La Voyager incontra una nave generazionale klingon, partita quando ancora la Federazione e l'Impero Klingon erano nemici. Dopo che il capitano Janeway è riuscita a convincerli che i due popoli non sono più nemici, Morak (il capitano klingon), scoperta la gravidanza di B'Elanna Torres, comincia a pensare che il feto sia il salvatore del popolo klingon, promesso da una profezia. Morak sa che il bambino di B'Elanna probabilmente non è il loro messia, ma è stanco che lui e i suoi compagni girovaghino per lo spazio da generazioni. T'Greth, uno dei Klingon, mette in dubbio le parole del suo capitano e offende B'Elanna, dandole della bugiarda. Paris si ritrova coinvolto in un combattimento rituale klingon, che vince, convincendo anche gli irriducibili che la piccola Paris sia l'infante atteso dalla profezia. Mentre la Voyager sta cercando un pianeta su cui sbarcare i Klingon, il Dottore scopre che hanno una malattia virale incurabile che colpisce solo la loro gente, e che anche Torres e la bimba che aspetta si sono infettati. I Klingon, convinti che la profezia sia vera anche se la bimba di B'Elanna non è il messia, prendono il controllo della Voyager per continuare il loro viaggio; dopo una breve battaglia, grazie al fatto che il Dottore riesce a trovare una cura estraendola dalle cellule staminali della nascitura, l'emergenza rientra: infatti sta scritto nella profezia che sarà il messia a curare la loro malattia prima ancora che venga alla luce. Questo li convince che il loro viaggio è terminato e accettano di sbarcare sul pianeta, che diventerà la loro nuova casa.
- Altri interpreti: Sherman Howard (T'Greth), Paul Eckstein (Morak), Wren T. Brown (Kohlar)
- Candidato all'Emmy Award 2001 nella categoria Outstanding Hairstyling For A Series (hairstylist Josee Normand, Charlotte Parker e Gloria Montemeyor).

## Il vuoto
- Titolo originale: The Void
- Diretto da: Mike Vejar
- Scritto da: Raf Green e Kenneth Biller (soggetto); Raf Green e James Kahn (sceneggiatura)

### Trama
La Voyager si trova intrappolata da un'anomalia in una "sacca" di spazio completamente vuota, popolata da molte navi che combattono aspramente l'una contro l'altra per sopravvivere e per ottenere le uniche risorse disponibili, ovvero quelle che derivano dal saccheggio delle navi appena giunte. La Voyager viene subito attaccata e subisce il furto della maggior parte delle risorse. Per cercare una via d'uscita, il capitano Janeway decide di formare un'alleanza con alcune navi presenti, dovendo scontrarsi però con la sospettosità dei capitani e i dubbi di alcuni membri dell'equipaggio: infatti Janeway si rifiuta di trasformare l'equipaggio in ladri e assassini, anche se sarebbe l'atteggiamento più pratico. Intanto Sette nel laboratorio astrometrico ha trovato un modo per saltare fuori da questa sacca; il primo tentativo fallisce, anche se di poco, prosciugando le poche energie della nave rimaste. Janeway decide di partire alla ricerca della nave che ha rubato loro il deuterio; nel teletrasportare a bordo un contenitore che può essere riconvertito in energia, trovano un alieno muto e spaventato, che scoprono essere una specie nata nel vuoto. Sarà lui, insieme ad altri suoi simili, ad aiutare Janeway e altre tre navi con lei alleate a uscire dalla sacca di vuoto.
- Altri interpreti: Robin Sachs (Valen), Paul Willson (Loquar), Scott Lawrence (Garon), Jonathan Del Arco (Fantome)
- Candidato all'Emmy Award 2001 nella categoria Outstanding Makeup For A Series (makeup artist Michael Westmore, Tina Kalliongis-Hoffman, Scott Wheeler e James Rohland).

## Forza lavoro(prima parte)
- Titolo originale: Workforce: Part 1
- Diretto da: Allan Kroeker
- Scritto da: Kenneth Biller e Bryan Fuller

### Trama
L'equipaggio della Voyager viene rapito dai Quarren; tale specie usa cancellare la memoria ai loro ostaggi per impiegarli come forza lavoro. Gli unici ad essere scampati sono Kim, Chakotay e Neelix, che erano in missione di ricognizione, e il Dottore, che racconta loro come inizialmente siano incappati in una mina subspaziale che ha avvelenato di radiazioni l'equipaggio. Successivamente Janeway ordina l'evacuazione della nave, lasciando i comandi al Dottore e attivando il capitano olografico d'emergenza. I Quarren recuperano le capsule di salvataggio e da quel momento, secondo la loro cultura, considerano gli uomini al loro interno come loro proprietà. Dopo un tentativo diplomatico fallito, Chakotay e Neelix si teletrasportano sul pianeta, cercando di localizzare gli altri ufficiali superiori, scoprendo che hanno subìto un processo di riconversione della memoria: ricordano le loro competenze e da dove vengono, ma ne hanno una visione distorta e negativa, in modo da indurli a rimanere più volentieri sul pianeta. Tuvok, anch'egli sul pianeta come impiegato, inizia a star male a causa della biologia vulcaniana, che rigetta gli innesti mnemonici. Neelix e Chakotay riescono a trovare Torres: il primo la porta via col teletrasporto, mentre Chakotay viene ferito e rimane sul pianeta.
- Altri interpreti: James Read (Jaffen), Don Most (Kadan), John Aniston (ambasciatore Quarren)
- Questo episodio fu candidato nel 2001 a due Emmy Award: nella categoria Outstanding Music Composition For A Series (Dramatic Underscore) (Dennis McCarthy) e nella categoria Outstanding Special Visual Effects for a Series.

## Forza lavoro(seconda parte)
- Titolo originale: Workforce: Part 2
- Diretto da: Roxann Dawson
- Scritto da: Kenneth Biller e Bryan Fuller (soggetto); Kenneth Biller e Michael Taylor (sceneggiatura)

### Trama
Chakotay, ferito, si reca all'abitazione del capitano Janeway in cerca d'aiuto, sebbene lei non si ricordi di lui e sia in procinto di andare a convivere con Jaffen. Nel frattempo Neelix è riuscito a riportare il tenente Torres sulla Voyager, e deve ora cercare di farle tornare la memoria. Chakotay viene catturato e destinato alla riconversione mnemonica: tale procedura è segreta e molti sul pianeta ignorano che le persone vengano rapite e manipolate mentalmente, ma Chakotay riesce a mettere la pulce nell'orecchio di uno degli ignari medici. Anche a Sette di Nove iniziano a riaffiorare i ricordi e comincia a indagare con l'aiuto di un medico, ignaro delle procedure mnemoniche e rimosso dal suo incarico perché aveva iniziato a fare troppe domande. Sul pianeta, Kathryn, aiutata da Jaffen e da altri dell'equipaggio, cerca di mettersi in contatto con la Voyager, anche se non ricorda di esserne il capitano, mentre Sette e l'ex-medico riescono a raggiungere il centro ospedaliero dove avvengono le riconversioni. Janeway riesce a disattivare gli scudi del pianeta e Kim e il COE teletrasportano i membri dell'equipaggio sulla nave. Il Dottore, seguendo ciò che ha fatto con Torres, "cura" tutti. Janeway informa dei rapimenti le autorità del pianeta, che le garantiscono che i rapiti saranno curati e restituiti alle loro genti; le rimarrà l'amarezza di dire addio a Jaffen, di cui si è sinceramente innamorata.
- Altri interpreti: James Read (Jaffen), Don Most (Kadan), John Aniston (ambasciatore Quarren), Tom Virtue (supervisore), Robert Joy (Yerid)

## Errore umano
- Titolo originale: Human Error
- Diretto da: Allan Kroeker
- Scritto da: André Bormanis e Kenneth Biller (soggetto); Brannon Braga e André Bormanis (sceneggiatura)

### Trama
Sette di Nove crea una simulazione della Voyager sul ponte ologrammi per perfezionare le sue abilità sociali; in particolare inizia una relazione romantica con una simulazione olografica del comandante Chakotay. Questo suo passatempo arriva in breve a ossessionarla, mettendo in pericolo la nave quando questa ha bisogno dei sensori da lei creati per superare una zona di spazio usata come area di test per armamenti a lungo raggio da una specie aliena. A causa dello scampato pericolo, Sette comprende come tali simulazioni siano un uso inefficiente del suo tempo e lancia un'ultima volta il programma con Chakotay per dirgli addio, ma l'ex Borg si sente male e finisce in infermeria. Il Dottore scopre i passatempi di Sette, che incoraggia in modo che possa avvicinarsi sempre di più alla sua umanità, ma scopre anche che l'impianto corticale della ragazza è programmato per disabilitare un drone quando questo prova troppe emozioni, rendendo di fatto impossibile per lei sperimentare sentimenti intensi come l'amore. Il Dottore vorrebbe iniziare una serie di operazioni per cercare di scollegarla ai suoi impianti, ma Sette rifiuta.
- Altri interpreti: Manu Intiraymi (Icheb)

## Q2
- Titolo originale: Q2
- Diretto da: LeVar Burton
- Scritto da: Kenneth Biller (soggetto); Robert Doherty (sceneggiatura)

### Trama
Q torna sulla Voyager con suo figlio, il quale rischia di essere espulso dal continuum Q a causa delle sue continue intemperanze adolescenziali; Q chiede quindi al capitano Janeway, zia "Kathy", di insegnargli la disciplina: lo abbandona pertanto sulla Voyager privandolo dei suoi poteri. Lei lo assegna a vari compiti e in particolare a lavorare con Icheb. Quando il Q padre viene a controllare i progressi del figlio, ne rimane deluso e lo offende. Ciò porta il giovane Q a ribellarsi: ruba una navetta con Icheb a bordo e lo porta con sé in un'"avventura" che rischia di costare la vita al giovane ex-Borg. Il ragazzo rimane profondamente colpito dal guaio che ha combinato e, nel cercare di fare ammenda, dimostra di essere maturato e il Continuum lo accetta definitivamente come suo membro. Q padre, per ringraziare Janeway dell'aiuto, accorcia il viaggio della Voyager di qualche anno.
- Guest star: John de Lancie (Q)
- Altri interpreti: Keegan de Lancie (giovane Q), Manu Intiraymi (Icheb), Michael Kagan (comandante Chokuzan), Lorna Raver (giudice Q)

## L'autore, l'autore!
- Titolo originale: Author, Author
- Diretto da: David Livingston
- Scritto da: Brannon Braga (soggetto); Phyllis Strong e Mike Sussman (sceneggiatura)

### Trama
Grazie al tenente Barclay, la Flotta Stellare riesce a stabilire delle comunicazioni permanenti con la Voyager, sebbene solo per pochi minuti al giorno. Il Dottore ne approfitta per ottenere un contratto per un suo romanzo olografico; quando l'equipaggio scopre che molte delle situazioni e dei personaggi sono simili a quanto è accaduto sulla Voyager ma dipinti in modo negativo, reagisce male, tanto da convincere il Dottore a tentare di ritirare l'opera. L'editore, tuttavia, rifiuta asserendo che il Dottore, essendo solo un programma olografico, non ha alcun diritto sull'opera. Si istituisce un processo: dato che la legge è chiaramente contro l'MOE, saranno i membri della Voyager a parlare in sua difesa, raccontando al tribunale come il Dottore sia diventato una persona a tutti gli effetti, convincendo il giudice. Il suo oloromanzo diventerà un faro di speranza per altri ologrammi, che lo vedranno e farà capire loro che possono aspirare a essere qualcosa di più. Intanto i primi membri della Voyager hanno la possibilità di parlare con i loro familiari: Harry Kim rivede i suoi amati genitori, B'Elanna Torres rivede il padre dopo vent'anni e ha l'occasione di presentargli il marito e annunciargli che diventerà nonno; Sette di Nove scoprirà di avere una zia felicissima di apprendere che almeno la nipotina è sopravvissuta all'assimilazione.
- Guest star: Dwight Schultz (Reginald Barclay)
- Altri interpreti: Richard Herd (ammiraglio Paris), Barry Gordon (Ardon Broht), Joseph Campanella (giudice), Lorinne Vozoff (Irene Hansen), Juan García (John Torres), Robert Ito (John Kim), Irene Tsu (Mary Kim)

## Friendship Uno
- Titolo originale: Friendship One
- Diretto da: Mike Vejar
- Scritto da: Michael Taylor e Bryan Fuller

### Trama
La Flotta Stellare chiede alla Voyager di localizzare e di recuperare la Friendship One, una sonda lanciata dai Terrestri nel 2067 a scopo esplorativo sulla falsariga del Programma Voyager, e che potrebbe trovarsi nella loro zona di spazio. Un possibile segnale della sonda li porta a un pianeta devastato dalle radiazioni, i cui abitanti rapiscono i membri della squadra di sbarco, accusando la Terra di aver causato un disastro sul loro pianeta, proprio con quella sonda e la sua tecnologia ad antimateria. In cambio del loro rilascio e come ammenda del genocidio perpetrato, seppur involontariamente, dagli Umani, vogliono che la Voyager trovi ai sopravvissuti un nuovo pianeta abitabile. Grazie a uno scienziato alieno portato in infermeria per curarlo, Janeway trova un modo per ripulire l'atmosfera dalle radiazioni.
- Altri interpreti: Ken Land (Verin), John Prosky (Otrin), Bari Hochwald (Brin), Peter Dennis (Hendricks), Ashley Edner (Yun), Josh Clark (tenente Carey)

## Legge di natura
- Titolo originale: Natural Law
- Diretto da: Terry Windell
- Scritto da: Kenneth Biller e James Kahn (soggetto); James Kahn (sceneggiatura)

### Trama
Chakotay e Sette di Nove precipitano su un pianeta in parte protetto da una strana cupola di energia, e sono soccorsi da una tribù di nativi piuttosto primitivi, i Ventu. I Ledosiani, che abitano lo stesso pianeta, spiegano a Janeway che la barriera è stata eretta secoli addietro da una specie sconosciuta (classificata dai Borg come Specie 312) con l'intenzione di proteggere i Ventu, che si stavano estinguendo a causa dei Ledosiani. La Voyager rimuove la barriera per recuperare i due membri dell'equipaggio, permettendo ai Ledosiani di entrare nel territorio Ventu, con l'intenzioni di studiarli, ma anche di costringer loro ad adattarsi al progresso senza alcun rispetto per le loro tradizioni. Dopo un breve scontro a fuoco, Janeway ripristinerà la barriera facendo tornare i Ventu al loro isolamento e "salvandoli" dall'invadenza tecnologica dei Ledosiani. Nel frattempo Tom Paris commette un'infrazione delle leggi di pilotaggio nell'orbita del pianeta, e deve quindi seguire delle lezioni di "scuola guida", a cui si sottoporrà piuttosto malvolentieri.
- Altri interpreti: Paul Sandman (guaritore), Autumn Reeser (ragazza), Robert Curtis Brown (ambasciatore), Neil C. Vipond (Kleg)

## La colonia
- Titolo originale: Homestead
- Diretto da: LeVar Burton
- Scritto da: Raf Green

### Trama
La Voyager s'imbatte in un asteroide abitato da alcuni Talassiani (la specie di Neelix) che è minacciata da dei minatori mercenari, che li vogliono convincere a spostare il loro insediamento dall'asteroide su cui abitano da anni. Sulla colonia talassiana Neelix conosce una giovane vedova con un figlio: si innamora della donna e si affeziona al bambino, e decide di aiutarli inizialmente a cercare un nuovo pianeta su cui stabilirsi e poi a combattere per mantenere il loro insediamento sull'asteroide che per loro è casa da moltissimi anni. Una volta aiutati a raggiungere l'indipendenza, Neelix saluta i suoi nuovi amici e torna sulla Voyager, ma si rende conto che il suo posto non è più sulla nave federale, bensì con la sua gente e torna sull'asteroide con gli altri Talassiani.
- Altri interpreti: Rob LaBelle (Oxilon), Julianne Christie (Dexa), Ian Meltzer (Brax), Scarlett Pomers (Naomi Wildman)

## L'uomo del Rinascimento
- Titolo originale: Renaissance Man
- Diretto da: Mike Vejar
- Scritto da: Andrew Shepard Price e Mark Gaberman (soggetto); Phyllis Strong e Mike Sussman (sceneggiatura)

### Trama
Di ritorno da una missione nello spazio profondo, il capitano Janeway ordina di cedere a una specie aliena il nucleo a curvatura della Voyager in cambio del passaggio nel loro territorio fino a un pianeta su cui potranno sbarcare per poterlo colonizzare. Chakotay, insospettito dal comportamento più che insolito del capitano, chiede aiuto al Dottore, che la giudica perfettamente sana di mente. A seguito di altre decisioni discutibili del capitano, Chakotay comincia ad indagare, ma il Dottore lo stordisce, cominciando a impersonarlo grazie a un trucco olografico. Si scopre che Janeway è ostaggio di alcuni dissidenti della Gerarchia che ricattano il Dottore affinché rubi la tecnologia della Voyager in cambio della vita del capitano. Tuvok capisce che il Dottore sta impersonando vari membri dell'equipaggio e cerca di catturarlo, ma egli riesce a sfuggirgli. Attivando il COE, ruba il nucleo di curvatura, ma gli alieni non mantengono la promessa di liberare Janeway. Desiderano usare il Dottore come infiltrato per rubare altra tecnologia ma, nel modificarlo, danneggiano il suo programma. Dopo aver recuperato il nucleo di curvatura, l'equipaggio si dà da fare per cercare di salvarlo: pensando di stare per morire, il Dottore svela verità imbarazzanti, in particolare il suo amore per Sette; dovrà convivere con l'imbarazzo delle sue rivelazioni perché ovviamente l'equipaggio salverà il suo programma dalla decompilazione.
- Altri interpreti: Alexander Enberg (Vorik)

## Fine del gioco
- Titolo originale: Endgame: Part 1 & 2
- Diretto da: Allan Kroeker
- Scritto da: Rick Berman, Kenneth Biller e Brannon Braga (soggetto); Kenneth Biller e Robert Doherty (sceneggiatura)

### Trama
Nel 2404 si festeggia il decimo anniversario del ritorno della Voyager nel quadrante Alfa dopo 23 anni di viaggio; Janeway, ora viceammiraglio, acquisisce della tecnologia dai Klingon, decidendo di tornare indietro nel tempo per poter dare alla nave l'opportunità di tornare a casa prima, evitando la morte, tra gli altri, di Sette di Nove, nel frattempo diventata moglie di Chakotay, il quale non si riprenderà più dalla perdita, ed evitando che Tuvok impazzisca a causa di una malattia neurodegenerativa che avrebbe potuto facilmente curare su Vulcano se presa per tempo. Nel 2378, la Voyager aveva incontrato una nebulosa presidiata dai Borg; l'ammiraglio Janeway si presenta alla sua controparte del passato, in aperta violazione della Prima direttiva temporale, offrendo di fornirle della tecnologia in grado di difendere la nave dai loro attacchi, in modo da usare i condotti di transcurvatura all'interno della nebulosa. Affinché il piano vada a buon fine, la Janeway del futuro si consegna alla Regina Borg, offrendole lo scambio tra la tecnologia del futuro e la salvezza della Voyager; la Regina violerà il patto nel tentativo sia di acquisire la nuova tecnologia, sia di distruggere la Voyager e, per farlo, assimila l'ammiraglio Janeway, che però aveva previsto la cosa: infatti prima di recarsi dalla Regina si era fatta iniettare dal capitano Janeway un virus in grado di disabilitare i sistemi dei droni. Sulla Terra il comando di Flotta entra in allarme rosso perché rileva che sta per aprirsi un condotto di transcurvatura borg, e temono un attacco dei droni; per questo dispiegano le navi all'uscita del condotto in modo da respingere l'attacco. Una sfera borg esce dal condotto, ma è stata usata come cavallo di Troia per attraversare il condotto dalla Voyager, che la fa esplodere comparendo davanti alle altri astronavi, che la scorteranno finalmente a casa.
- Guest star: Dwight Schultz (Reginald Barclay), Alice Krige (Regina Borg)
- Altri interpreti: Richard Herd (ammiraglio Paris), Vaughn Armstrong (Korath), Manu Intiraymi (Icheb), Lisa Locicero (Miral Paris), Miguel Perez (medico), Grant Garrison (cadetto)
- Questo episodio ha vinto due Emmy Award: nella categoria Outstanding Music Composition For A Series (Dramatic Underscore) (Jay Chattaway) e in quella Outstanding Special Visual Effects For A Series (visual effects producer Dan Curry; visual effects supervisor Ronald B. Moore; visual effects animator Greg Rainoff; computer modeler and animator John Teska; visual effects supervisor Mitch Suskin; visual effects coordinator Art Codron; visual effects compositor Steve Fong; matte artist Eric Chauvin; CGI supervisor Robert Bonchune). È stato anche candidato nella categoria Outstanding Sound Editing For A Series.